# V-3

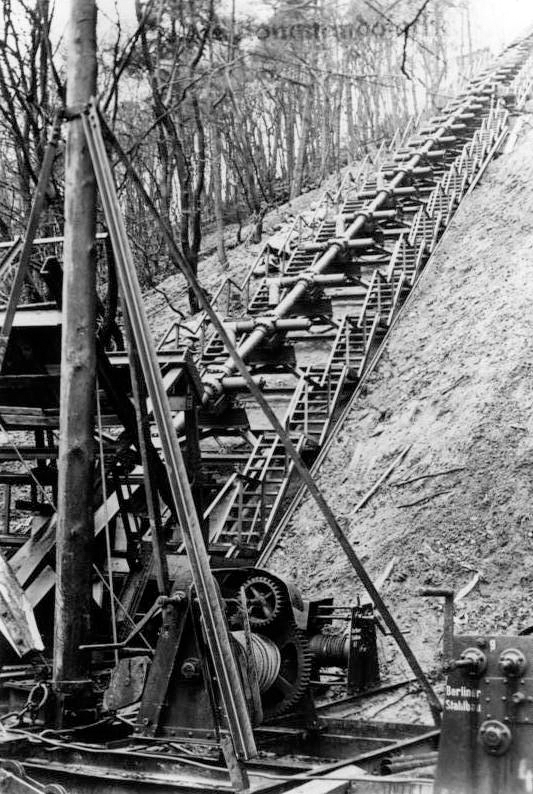
Protótipo em laatzig, Alemanha (agora Polonia).

O V-3 (de Vergeltungswaffe 3) foi um canhão fixo alemão usado na Segunda Guerra Mundial, trabalhando no princípio de multi cargas, onde cargas explosivas secundárias eram aplicadas sobre o projétil já em movimento para aumentar sua velocidade.
Apesar de ser o canhão mais poderoso da época, só foi construído um protótipo em Laatzig, na Alemanha e outro em Pas-de-Calais na França.
A arma foi planejada para ser usada para bombardear Londres a partir de dois grandes bunkers na região de Pas-de-Calais do norte da França, mas foram inutilizados por bombardeios dos Aliados antes da sua conclusão. Duas armas similares foram usadas para bombardear Luxemburgo a partir de dezembro de 1944 até fevereiro de 1945.
A ideia foi mais tarde levada aos Estados Unidos e Canadá e aplicada em outros projetos, como o projeto HARP na década de 1960 por exemplo.
O V-3, também ficou conhecido como o Hochdruckpumpe (literalmente "Bomba de alta pressão", HDP, para abreviar), que era um codinome destinado a esconder o verdadeiro propósito do projeto. Foi também conhecido como Fleissiges Lieschen ("Lizzie ocupada").

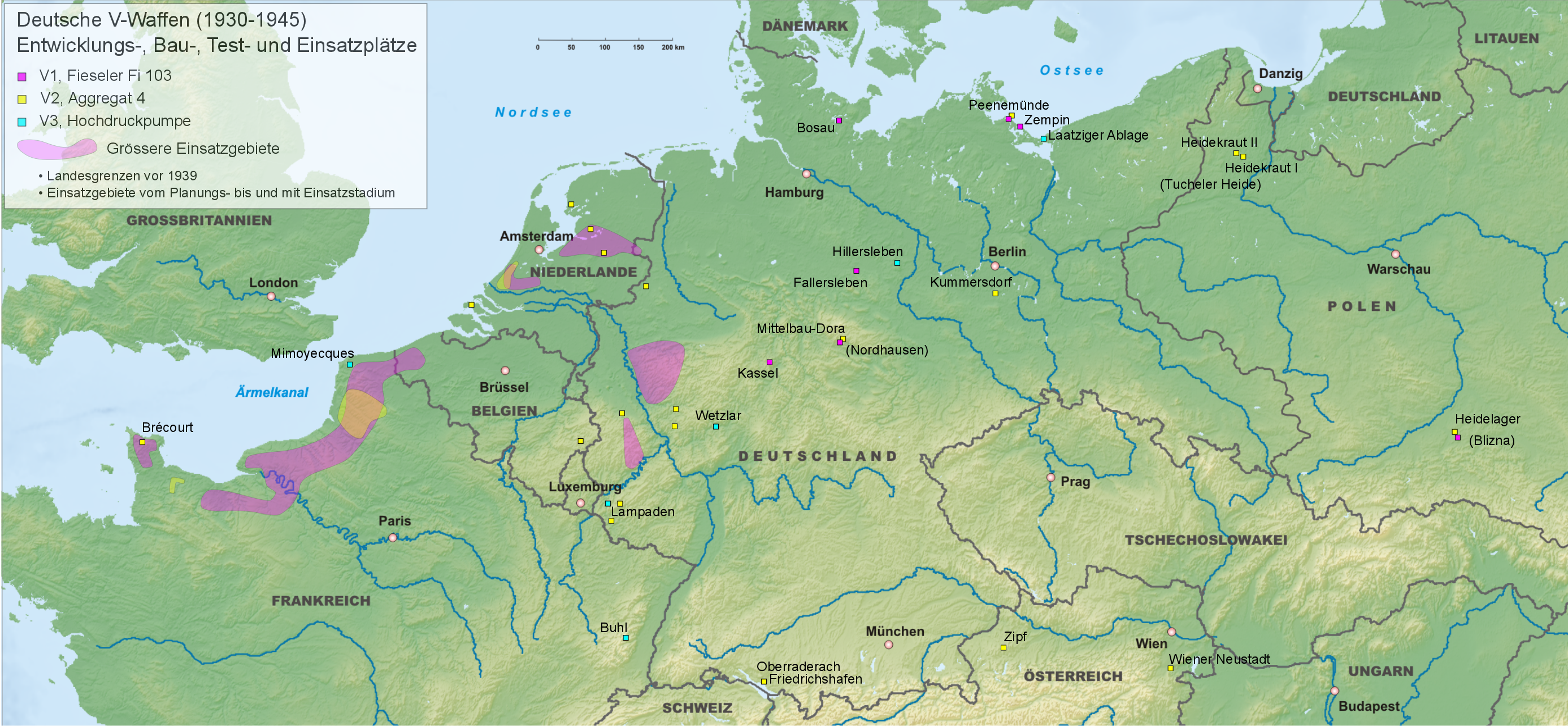
No mapa, os pontos em azul indicam os locais de disparo do canhão V-3.